# Fattighus
Fattighuse og fattiggårde var forsørgelsesanstalter, som tidligere var et element i socialforsorgen i mange lande.
Der skelnes mellem fattighuse og fattiggårde, hvor fattiggårdene som regel var fælles for flere kommuner, og optog arbejdsføre personer. Fattighusene var forskellige for hvert sogn og oftest kun rummede nogle få arbejdsudygtige personer. Beboerne blev blandt andet beskæftiget med opplukning af værk, kartning, stenslagning, landbrug, havearbejde, eller i værkstederne, hvor der blev lavet træsko, vævet stof og bundet børster. Der var regler for arbejde, måltider og fritid. Fattiggården var kønsopdelt, og der boede mange gamle. En del børn kom alene til fattiggården, hvor de boede indtil de var gamle nok til at komme ud at tjene. For deres arbejde fik beboerne mad og husly, men mistede retten til at stemme, til at stille op til valg og til at gifte sig. En person, som boede på en fattiggård, kaldtes fattiglem.
I Danmark blev de oprettet fra omkring 1840. 1885 var der omkring 350 fattighuse og fattiggårde, med ca. 6.500 fattiglemmer. 1900 var der ca. 450 fattiggårde, som var den sidste udvej for et stort antal mennesker. Forsørgelsesanstalterne blev overvejende placeret uden for byen. I forbindelse med Socialreformen af 1933, som er en del af Kanslergadeforliget blev mange fattiggårde nedlagt. Socialreformen fastslog, at alle mennesker er ligeværdige, men fattigforsorgen fastholdt umyndiggørelsen af de fattige, de kunne kun gifte sig med tilladelse. Efterhånden blev fattighusene og fattiggårdene omdøbt til at være et forsorgshjem. Restriktionerne i de borgerlige rettigheder, hvis man modtog fattighjælp, ophørte ved lov af 31.maj. 1961.
Forsorgsmuseet i Svendborg har til huse i Danmarks eneste bevarede fattiggård. Fattigdommen for ca. 150 år siden skulle helbredes med umyndiggørelse og hårdt arbejde. I det gråmurede toetages bygningskompleks levede der ca. 80 mennesker. Det var gamle, syge, svage, handicappede og først og fremmest fattige. Det kunne være nogen som blev regnet for værdigt trængende, andre blev regnet for at de selv var skyld i deres fattigdom.